# Free On-line Dictionary of Computing
Le Free On-line Dictionary of Computing, également connu sous l'acronyme FOLDOC, est un dictionnaire encyclopédique en ligne traitant de sujets informatiques,.
Il a été créé en 1985 par Denis Howe qui en est l'éditeur en chef depuis sa création. Les visiteurs du site peuvent faire des suggestions d'ajouts ou de corrections aux articles.
De 1985 à 2015, le site a été hébergé par l'Imperial College de Londres. En mai 2015, le site a été mis à jour pour indiquer qu'il n'était plus « supporté par le Département d'informatique de l'Imperial College ».
Le dictionnaire incorpore du texte provenant d'autres ressources libres, telles que le Jargon File. Grâce à sa disponibilité sous GFDL, une licence copyleft, il a été incorporé à son tour, en tout ou en partie, dans d'autres projets au contenu libre, comme Wikipédia.